# ایسابل پارا
ایسابل پارا (اسپانیایی: Isabel Parra‎؛ زادهٔ ۲۹ سپتامبر ۱۹۳۹) یک خواننده، ترانه‌سرا و فولکلوریست اهل شیلی است.
ایسابل، دخترِ ویولتا پارا، خواهرِ آنخل پارا و برادرزادهٔ نیکانور پارا است.
وی یکی از مهمترین بازگوکنندگان موسیقی فولکلور شیلی و آمریکای جنوبی محسوب می‌شود و تا کنون برندهٔ جوایز و افتخارهای فراوانی از جمله کمک‌هزینه گوگنهایم شده است.
پس از وقوع کودتای ۱۹۷۳ شیلی، در کشورهای آرژانتین و شیلی و در تبعید زندگی کرد و تنها پس از برقراری دموکراسی بود که توانست به زادگاهش بازگردد.ref>"The Parra Family". 3 February 2018. Archived from the original on 7 November 2017.</ref>